# Spalony (film)
Spalony (Don, 2006) – holenderski dramat filmowy, przygodowy w reżyserii Arenda Steenbergena. Film w Polsce emitowany jest za pośrednictwem kanału ZigZap.

## Opis fabuły
Dwunastoletni Don (Clemens Levert) przez ciągłe konflikty z kolegami zostaje wyrzucony z ekskluzywnej, prywatnej szkoły. W nowej szkole zostaje odrzucony przez rówieśników, ponieważ zbyt mocno odstaje od większości z nich. Koledzy nie akceptują go i dają mu ostra szkołę życia... do czasu, kiedy okazuje się, że jest świetnym piłkarzem. To daje mu szanse, by zostać zaakceptowanym. 
Rzeczywistość nie jest jednak tak kolorowa jak marzenia, ponieważ zjednoczenie i utrzymanie w ryzach niezdyscyplinowanej i pełnej indywidualności drużyny to ciężka praca i trudne wyzwanie. Jeszcze trudniejsze wydaje się zdobycie upragnionego zwycięstwa! 
Jednak przy pomocy nowego przyjaciela - Miłosza (Marius Gottlieb) i nowej miłości - Anny, Donowi, jako kapitanowi szkolnej drużyny piłkarskiej udaje się przygotować drużynę do wielkiego finału i poprowadzić ją do upragnionego zwycięstwa. A co najważniejsze zyskać akceptacje wśród rówieśników.

## Obsada
- Clemens Levert(inne języki) jako Don
- Samir Veen(inne języki) jako Henry
- Juliann Ubbergen(inne języki) jako Hossan
- Jorik Prins(inne języki) jako Han
- Illias Addab(inne języki) jako Hiram
- Marius Gottlieb(inne języki) jako Miłosz
- Caroline de Bruijn(inne języki) jako mama Dona
- Reinout Bussemaker(inne języki) jako tata Dona
- Sander Foppele(inne języki) jako Gymteacher
- Jeroen Spitzberger(inne języki) jako Referee final
- Rene van 't Hof(inne języki) jako tata Milosa
- Raymi Sambo(inne języki) jako Referee
- Floris Heyne
- Lodewijk de Stoppelaar